# Бесконечная любовь (фильм, 1961)
«Бесконечная любовь» (кит. трад. 不了情, пиньинь bù liǎo qíng) — гонконгский фильм-мелодрама киностудии Shaw Brothers и режиссёра Дао Циня, трагическая история певицы, пожертвовавшей всем ради любимого человека.

## Сюжет
Провинциальная девушка Цинцин, только что потерявшая мать и приехавшая в Гонконг к дяде-пианисту в ночном клубе, ожидает конца его работы, не решаясь зайти в сам клуб. Стоя на балконе заведения и смотря в ночное небо, она попадается на глаза вышедшим навеселе проветриться сыновьям местного бизнесмена, старший из которых, Тан Пеннань, решает, что бедняжка хочет сброситься, и кидается её спасать. Разобравшись, он неуклюже пытается извиниться, пытается помочь с работой, а узнав, что она умеет петь — затаскивает её на сцену. Долго отнекиваясь, девушка в конце концов соглашается спеть (не профессионально, но искренне) — и зарабатывает овации.
Новая звезда клуба и невольный виновник её успеха начинают встречаться. Тем временем, отец Пеннаня умирает, оставляя сыну строительную фирму — как выясняется, на грани банкротства. Пытаясь помочь любимому, не смущая его «обязанностью», Цинцин соглашается на настойчивые предложения путешествующего дельца Ван Дунхая сопровождать того год в качестве секретаря, собираясь секретно передавать средства в фирму Тана через общего друга. В тот же день Пеннань делает девушке предложение руки; не имея возможности объяснить свой отъезд с Ван Дунхаем, она вызывает его подозрения и оскорбления - Цинцин ударяется в слёзы, а Тан Пеннань хлопает дверью.
...Вернувшись в Гонконг, Ли Цинцин вновь начинает выступления в клубе; оказавшийся там же Тан оскорбляет её, но бросается на помощь, когда певица внезапно теряет сознание. Дело оказывается куда серьёзнее, чем можно было предположить: врач, обследовавший Цинцин, обнаруживает у неё неизлечимую септицемию и даже с переливаниями крови даёт ней не более года. Пеннань и друзья девушки решают не рассказывать ей самой о болезни, окружив её максимальным комфортом и надеясь найти лечение. Случайно узнавшая об их секрете, Цинцин в свою очередь решает не причинять друзьям проблем — упросив свою подругу Мэн Ли помочь ей снять уединённый домик на острове, она скрывается от них, намереваясь закончить жизнь в одиночестве.
Неделями тщетно пытающийся найти любимую с помощью детективов и параллельно пытающийся спасти компанию Тан Пеннань, уже готовый к банкротству, узнаёт о спасительном переводе от доброжелателя и, в конце концов, узнаёт правду. Он продолжает искать Цинцин, но узнает новости от ней только от Мэн Ли, получившей письмо от подруги, чувствующей приближение конца и желающей попрощаться. Пеннань вместе с друзьями устремляется туда - но уже поздно....

## В ролях
| Актёр                         | Роль                     |
| ----------------------------- | ------------------------ |
| Линь Дай (вокал Кэрри Ку Мэй) | Ли Цинцин                |
| Лэй Ваньчун                   | дядя Цинцин Сунь Цзиншэн |
| Гуань Шань                    | Тан Пеннань              |
| Ян Чжицин                     | отец Тан Пеннаня         |
| Хо Фань                       | младший брат Тан Пеннаня |
| Гао Баошу                     | подруга Цинцин Мэн Ли    |
| Цзян Гуанчао                  | Ван Дунхай               |

## Съёмочная группа и технические параметры фильма
- Компания: Shaw Brothers
- Режиссёр: Дао Цинь[кит.], ассистент режиссёра Вэнь Шилин
- Продюсер: Шао Жэньлэн
- Сценарист: Дао Цинь, Пхунь Лаутой
- Оператор: Хэ Ланьшань (Тадаси Нисимото, Дун Шаоюн
- Композиторы: Ван Фулин (основная тема), Джозеф Ку, Цао Ин (исполняемые песни)[2]
- Формат: Чёрно-белый, плёнка/печать 35 мм, Shawscope, 2,35:1
- Продолжительность фильма: 117 мин
- Язык: китайский путунхуа
- Дата премьеры: 12 октября 1961 (Гонконг)

## Награды
9-й Азиатско-тихоокеанский кинофестиваль (1962)
- Приз за «Лучшую женскую роль» — Линь Дай[3]
- Специальный приз за главную музыкальную тему/песню фильма[2].